# Cincizeci de umbre
Cincizeci de umbre este o trilogie cinematografică americană care constă din trei filme erotice și romantice, bazate pe trilogia de romane Fifty Shades⁠(d) scrise de E. L. James. Filmele au fost distribuite de Universal Studios și au ca vedete pe Dakota Johnson, în rolul lui Anastasia Steele, și Jamie Dornan, în rolul lui Christian Grey.